# Les cinc llavors de taronja
Les cinc llavors de taronja (anglès: The Five Orange Pips), una de les 56 històries de Sherlock Holmes escrites per Sir Arthur Conan Doyle, és la cinquena de les dotze històries de Les aventures de Sherlock Holmes.
La història es va publicar per primera vegada a The Strand Magazine el novembre de 1891. Més tard, Conan Doyle va classificar la història en setè lloc en una llista de les seves dotze històries preferides de Sherlock Holmes. Aquesta també és una de les dues històries curtes de Sherlock Holmes on el client d'Holmes mor després de buscar la seva ajuda; l'altre és "Els ballarins".

## Trama
Un jove cavaller anomenat John Openshaw visita Holmes una nit amb una història estranya. El seu oncle Elias havia emigrat als Estats Units de jove, establint-se com a plantador a Florida i unint-se a l'Exèrcit dels Estats Confederats, en el qual va ascendir al grau de coronel. El 1869 o 1870, va tornar a Anglaterra i va comprar una finca prop de Horsham a Sussex, adoptant un estil de vida solitari. Més tard va permetre que John visqués a la finca i li va donar accés total a la propietat, excepte un traster que sempre es mantenia tancat. El 10 de març de 1883, Elias va rebre una carta amb el segell de Pondicherry, amb la inscripció "KKK" i que només contenia cinc llavors de taronja.
L'arribada d'aquesta carta va desconcertar molt Elies, i va enviar a Joan a portar un advocat a la finca. Quan en John va tornar, Elias havia recuperat una caixa marcada amb "KKK" de l'habitació tancada i n'havia cremat el contingut. Elies va fer un testament nomenant el seu germà Josep (el pare de Joan) com a hereu, amb la intenció que Joan finalment heretés la propietat d'ell. El comportament ja solitari d'Elias es va fer encara més estrany; o bé es tancava a la seva habitació i bevia molt, o es precipitava pels terrenys en un frenesí mentre duia una pistola. El 2 de maig de 1883, set setmanes després de rebre la carta, va ser trobat mort en una piscina del jardí. La mort es va considerar un suïcidi, però John no creia que Elias pogués haver-se suïcidat.
Joseph va prendre possessió de la finca i va examinar l'habitació, trobant registres dispersos del temps d'Elias als Estats Units. El 4 de gener de 1885, va rebre una carta amb el segell postal de Dundee, idèntica a la que va rebre Elias i que contenia instruccions per posar "els papers" al rellotge de sol del jardí. John es va adonar que els papers que s'exigien devien ser els que va cremar Elies. Malgrat la instància de John, Joseph va decidir no implicar la policia. Tres dies després, el van trobar mort al fons d'un pou de guix; la mort es va considerar un accident, però novament John va tenir els seus dubtes.
En John ha rebut ara una carta amb el segell de Londres que li ordena posar els papers al rellotge de sol, però la policia local està convençuda que les cartes són només acudits pràctics. L'única pista que pot aportar és una pàgina del diari d'Elias, datada el març de 1869 i que detalla que es van enviar llavors a tres homes; dos van ser posteriorment "autoritzats" i un va ser "visitat". Holmes suggereix que John posi la pàgina a la caixa que havia contingut els altres papers, juntament amb una nota que detallava la seva destrucció, i deixi la caixa al rellotge de sol.
Després que John se'n va, Holmes dedueix que Elias havia tornat a Anglaterra i s'havia amagat perquè alguna cosa als Estats Units l'havia impulsat a fugir per salvar la seva vida, i que les cartes van ser enviades des d'un vaixell de vela basant-se en els seus segells de correu i el lapse de temps entre els dos primers enviaments i la mort dels destinataris. Reconeix "KKK" com el Ku Klux Klan, un grup terrorista domèstic anti-reconstrucció al sud que va estar actiu fins al seu sobtat col·lapse el 1869, provocat, teoritza Holmes, pel retorn d'Elias a Anglaterra amb registres vitals que tenen els altres membres. des d'aleshores intentava recuperar-se. Els opositors al Klan rebien un avís i serien assassinats tret que fugissin o renuncien a la seva oposició.
El diari de l'endemà al matí publica un article sobre el descobriment del cos de John al riu Tàmesi, aparentment fruit d'un ofegament accidental després de caure del pont de Waterloo. Ara convençut que els tres homes d'Openshaw van ser assassinats, Holmes es passa el dia revisant els registres dels vaixells de vela i només en troba un que podria haver estat a Pondicherry, Dundee i Londres quan es van enviar les cartes: un vaixell americà, el Lone Star. Posa cinc llavors de color taronja en un sobre amb la nota "SH per JO", l'adreça al capità i l'envia per correu al port d'origen del vaixell de Savannah, Geòrgia. També envia un telegrama a la policia de Savannah, informant-los que el capità i els seus companys, els únics tripulants nord-americans, són buscats a Anglaterra per assassinat.
El desig de venjança d'Holmes finalment no es compleix, ja que el Lone Star és destruït en un fort vendaval. Mai se'n troba cap rastre, excepte un pal de popa trencat marcat amb "LS", vist flotant sobre les ones de l'oceà Atlàntic.

## Nota
En el moment d'escriure aquest article, el Ku Klux Klan real estava trencat i efectivament desaparegut, i haurien de passar dècades abans del seu renaixement al segle xx. El fet que Conan Doyle ho reprèn en aquesta història estava en línia amb el seu tema recurrent de nord-americans i altres estrangers salvatges i violents que exportaven les seves lluites de poder a la Gran Bretanya victoriana, que ja constituïa la base d'Estudi en escarlata, el primer misteri de Holmes .

## Historial de publicacions
"The Five Orange Pips" es va publicar per primera vegada al Regne Unit a The Strand Magazine el novembre de 1891, i als Estats Units a l'edició nord-americana del Strand el desembre de 1891. La història va ser publicada amb sis il·lustracions de Sidney Paget a The Strand Magazine. Va ser inclòs a la col·lecció de contes Les aventures de Sherlock Holmes, que es va publicar l'octubre de 1892.

## Adaptacions

### Ràdio
Edith Meiser va adaptar la història com a episodi de la sèrie de ràdio nord-americana  The Adventures of Sherlock Holmes, que es va emetre el 9 de març de 1931, protagonitzada per Richard Gordon com Sherlock Holmes i Leigh Lovell com el Dr. Watson. Un remake del guió es va emetre el 5 de setembre de 1936 (amb Gordon com a Holmes i Harry West com a Watson).
Meiser també va adaptar la història com a episodi de la sèrie de ràdio nord-americana The New Adventures of Sherlock Holmes amb Basil Rathbone com a Holmes i Nigel Bruce com a Watson. L'episodi es va emetre l'1 de febrer de 1942.
Una adaptació de ràdio es va emetre a la BBC Home Service el 1952, com a part de la sèrie de ràdio 1952–1969 protagonitzada per Carleton Hobbs com Holmes i Norman Shelley com Watson. Va ser adaptat per Felix Felton. Altres adaptacions de la història de la mateixa sèrie es van emetre al BBC Home Service el 1957 (adaptat de nou per Felton, amb un repartiment de suport lleugerament diferent) al BBC Light Program el 1966 (adaptat per Michael Hardwick).
"The Five Orange Pips" va ser dramatitzat per Vincent McInerney per a BBC Radio 4 l'any 1990 com a part de la sèrie de ràdio 1989–1998 protagonitzada per Clive Merrison com Holmes i Michael Williams com Watson.
Un episodi de 2007 de The Classic Adventures of Sherlock Holmes, una sèrie del programa de ràdio nord-americà Imagination Theatre, va ser adaptat de la història, amb John Patrick Lowrie com Holmes i Lawrence Albert com Watson.

### Cinema i televisió
La pel·lícula de 1945 Sherlock Holmes and the House of Fear està basada en part en "The Five Orange Pips".
Un episodi de la sèrie de televisió animada Sherlock Holmes al segle XXII es va basar en la història. L'episodi, titulat "The Five Orange Pips", es va emetre l'any 2000.
El tercer episodi de la sèrie Sherlock de la BBC de 2010 titulada "The Great Game" va fer referència a cinc pips enviats per una organització assassina com a advertència. A l'episodi, aquests pips eren cinc bips electrònics, com els pips (el senyal horari) emesos a l'hora per les estacions de ràdio analògiques de la BBC. L'especial de Sherlock 2016 "The Abominable Bride" també es refereix a la història breu original, ja que una víctima d'assassinat rep cinc pinyols de color taronja com a amenaça abans de ser assassinada. També hi ha una organització secreta, semblant al KKK només amb els seus vestits amb caputxa, relacionada amb el cas de l'episodi.
L'episodi de novembre de 2014 de Elementary titulat "The Five Orange Pipz" pren alguns elements de la història d'aquesta història curta. L'ortografia inusual de "Pipz" és el nom de marca registrada d'una joguina de comptes fictícia on un error de fabricació va fer que les perles taronjades fossin verinoses quan les ingerien els nens.